# بيري ويليام
بيري ويليام (بالإنجليزية: Perry Hale)‏ هو لاعب كرة قدم أمريكية أمريكي، ولد في 7 أكتوبر 1878 في Portland, Connecticut ‏ في الولايات المتحدة، وتوفي بنفس المكان في 8 أبريل 1948.